# Verwaltungsgemeinschaft Marienberg
Die Verwaltungsgemeinschaft Marienberg war eine Verwaltungsgemeinschaft in Sachsen, bestehend aus:
- Marienberg mit den Ortsteilen Stadt Marienberg, Gebirge, Gelobtland, Hüttengrund, Kühnhaide, Lauta, Lauterbach, Niederlauterstein, Reitzenhain, Rübenau und Satzung.
- Pobershau mit den Ortsteilen Pobershau und Rittersberg.

Die Verwaltungsgemeinschaft trat am 1. Januar 2000 in Kraft. Die Gemeinde Hirtstein gehörte bis zur Eingemeindung nach Marienberg am 1. Januar 2003 ebenfalls zur Verwaltungsgemeinschaft. Im Gemeinschaftsausschuss hatte von 2000 bis 2002 die Stadt Marienberg vier Sitze, Hirtstein drei Sitze und Pobershau drei Sitze. Marienberg war erfüllende Gemeinde und Verwaltungssitz. Mit der Eingemeindung von Pobershau nach Marienberg am 1. Januar 2012 wurde die Verwaltungsgemeinschaft aufgelöst.